# Feldbesichtigung (Landwirtschaft)

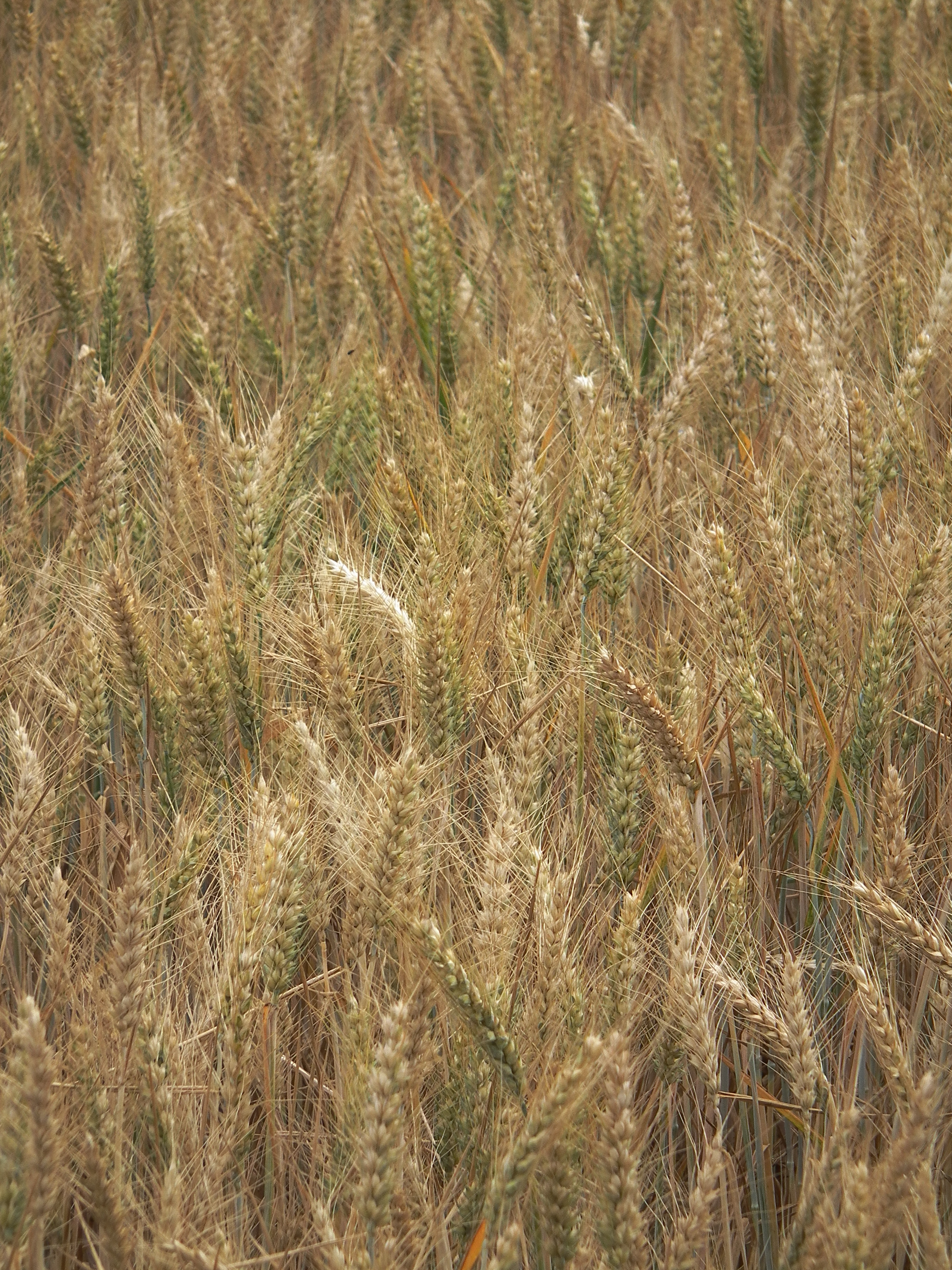
Saatgutvermehrungsfläche, bei dem der Fotograf aufgrund der gesetzlichen Angaben auf dem Schild beim Feld die Art „Arrezo“, den Züchter „RAGD“, die Saatgutkategorie „Z1“ und den Schlag angegeben hat

Die Feldbesichtigung dient heute in der Landwirtschaft der Begutachtung eines Bestands mit landwirtschaftlichen Kulturpflanzen um festzustellen, ob das gewonnene Erntegut geeignet ist, als Saatgut verkauft zu werden. Rechtliche Grundlage ist das Saatgutverkehrsgesetz in Verbindung mit der Saatgutverordnung oder der Pflanzkartoffelverordnung. Einschlägige Vorschriften der Düngeverordnung, der Verordnung zur Änderung saatgutrechtlicher und düngemittelrechtlicher Vorschriften und der Verordnung zur Änderung saatgutrechtlicher Verordnungen und zur Änderung der Anbaumaterialverordnung werden dabei auch überwacht. In Österreich gab es schon in den 1930er Jahren ähnliche Verordnungen zur Feldbegehung wie heute in Deutschland.
Historisch wurde der Begriff Feldbesichtigung im Zusammenhang mit dem Abgabenrecht verwendet. Zur Zeit der Feudalherrschaft mussten die Untertanen ihre Abgaben in Form von Naturalien als Teil des Ernteertrags abgeben. Im Fall von Missernten waren sie verpflichtet vor Beginn der Ernte ihre Flächen begutachten zu lassen. Ausnahmen gab es im Falle von Hagelschäden in die Garben, nachdem die Ernte schon begonnen hatte.